# Élections municipales népalaises de 2022
Les élections municipales népalaises de 2022 se déroulent le 13 mai 2022 afin de renouveler pour cinq ans les membres des conseils municipaux du Népal.